# Vivi e lascia morire
(James Bond)
Vivi e lascia morire (1954) è il secondo romanzo di Ian Fleming della serie dedicata a James Bond.

## Trama
L'agente segreto James Bond viene spedito negli Stati Uniti per indagare su un traffico di dobloni d'oro inglesi risalenti all'epoca del pirata Henry Morgan. Si sospetta che un certo Mr. Big contrabbandi l'oro per finanziare la SMERSH. A New York 007 incontra il suo amico Felix Leiter, agente della CIA conosciuto durante gli eventi di Casinò Royale, con cui inizia a indagare.
Bond e Leiter si recano ad Harlem, il quartiere di Manhattan popolato in maggioranza da afro-americani, dove fanno la conoscenza di Mr. Big, alias Big Man, soprannome di Bonaparte Ignace Gallia. Mr. Big approfitta del terrore che il vudù incute alle persone di colore e si fa passare per lo zombi del temuto Baron Samedi. Egli si affida a una bellissima veggente chiamata Solitaire, il cui vero nome è Simone Latrelle. Bond è catturato e torturato (gli viene rotto il mignolo della mano sinistra), ma riesce comunque a fuggire dal covo di Big Man, conquistandosi al contempo la complicità di Solitaire.
Leiter prima e poi Bond con Solitaire raggiungono le Everglades, ma il referente di Mr. Big li scova e, mentre Solitaire viene rapita e ricondotta al terribile gangster, Felix Leiter finisce in pasto agli squali e sopravvive mutilato di un braccio.  Bond allora raggiunge la Giamaica, dove ha origine il traffico d'oro verso la Florida. Con l'aiuto di Quarrel, un agente locale, si allena per sorprendere Mr. Big e per sabotarne l'attività, applicando una bomba a tempo sotto la sua nave.
Bond si scontra con barracuda e energumeni di colore prima di essere nuovamente catturato. Mr. Big, che ha l'ossessione dei crimini artistici, decide sadicamente di navigare, trascinando Bond e Solitaire come esca per gli squali. Il giorno dell'esecuzione però la nave di Big salta in aria, e gli squali banchettano con lui e la sua gang. Bond e Solitaire sono tratti in salvo dagli alleati di Bond.

## Personaggi
- James Bond, agente segreto britannico
- Solitaire, alias Simone Latrelle, Bond girl, veggente al servizio di Mr. Big, poi alleata di Bond
- Mr. Big, alias Bonaparte Ignace Gallia, antagonista di Bond, gangster
- Felix Leiter, agente della CIA e collaboratore di Bond. Personaggio ricorrente nella serie
- Quarrel, agente locale in appoggio a Bond in Giamaica

## Edizioni
- Ian Fleming, Vivi e lascia morire, traduzione di Norah Bonetti, Garzanti (Gialli Garzanti n 1), 1964.
- Ian Fleming, Vivi e lascia morire, Mondadori (Oscar), 1989.
- Ian Fleming, Vivi e lascia morire, traduzione di Stefano Bortolussi, Ugo Guanda editore, 2005.
- Ian Fleming, Vivi e lascia morire, a cura di Matteo Codignola, traduzione di Flavio Santi, Adelphi Edizioni, 2012

## Adattamenti cinematografici
Il film Agente 007 - Vivi e lascia morire, per la regia di Guy Hamilton (1973), con Roger Moore nel ruolo di Bond, si discosta totalmente dalla trama del romanzo: Mr. Big è un narcotrafficante il cui vero nome è Kananga, ed è al contempo il primo ministro di una minuscola repubblica caraibica.
Il film Agente 007 - Vendetta privata, diretto da John Glen (1989), con Timothy Dalton nella parte di Bond, si rifà a molti elementi del romanzo, come la mutilazione di Leiter e il fatto che il cattivo, Franz Sanchez, nasconde la droga nelle vasche dei pesci in una ditta ittica che usa come copertura, come fa Mr. Big nel romanzo.
Nel film Solo per i tuoi occhi, ancora con la coppia John Glen/Roger Moore (1981), Bond e la bond girl Melina Havelock (Carole Bouquet) sono legati a una corda e trascinati in mare per essere divorati dagli squali, come Bond e Solitaire nel romanzo.